# Emociones autoconscientes
Las emociones autoconscientes, en referencia a la culpa, la vergüenza y el orgullo, son emociones que se relacionan con el sentido del yo y tomar conciencia de las reacciones de los demás hacia uno mismo. 

## Descripción
Durante el segundo año de vida, comienzan a surgir nuevas emociones al momento en que los niños comprenden que ellos mismos son entidades distintas de otras personas (diferenciación entre el yo y el no-yo); así, comienzan a desarrollar un sentido de sí mismo. Las emociones autoconscientes son tres: vergüenza, orgullo y culpa. 
Se ha demostrado que las emociones autoconscientes tienen beneficios sociales. Estos incluyen áreas como el refuerzo de los comportamientos sociales y la reparación de errores sociales. También se sugiere que la falta de emoción autoconsciente puede contribuir al mal comportamiento.[cita requerida]

## Diferencias
Las emociones autoconscientes tienen cinco características únicas que las diferencian de otras emociones. [cita requerida]
- Requieren autoconciencia y autorepresentación.
- Surgen más tarde que las emociones básicas.
- Facilitan el logro de objetivos sociales complejos.
- Cognitivamente son más complejas

## Desarrollo
Las emociones autoconscientes se encuentran entre las últimas a desarrollarse. El motivo es por dos razones: 

### Lenguaje corporal
Las emociones como la alegría, el miedo y la tristeza pueden reunirse basándose solo en el rostro de una persona. Sin embargo, las emociones autoconscientes implican mucho al cuerpo además del rostro. Esto significa que, cuando una persona intentan aprender emociones autoconscientes, puede dificultar la comprensión de las emociones. 

### Autoconsciencia
Debido a la naturaleza de estas emociones, solo pueden comenzar a formarse una vez que un individuo tiene la capacidad de autoevaluar sus propias acciones. Si un individuo decide que ha provocado una determinada situación, entonces debe decidir si la situación fue un éxito o un fracaso basándose en las normas sociales que ha ido aprendiendo. Es una habilidad cognitiva compleja, que requiere tiempo para dominarla.

## Beneficios sociales
Adquirir la capacidad de realizar emociones autoconscientes puede ser relativamente difícil, pero aporta beneficios.  

### Armonía social
Se considera que las emociones autoconscientes promueven la armonía social de diferentes maneras. El primero es su capacidad para reforzar las normas sociales. Lo hace de una manera muy similar a la del condicionamiento operante. Tener un buen desempeño en situaciones mientras se mantienen las normas sociales puede provocar orgullo. Esto se siente bien, por lo tanto, anima a que el comportamiento se repita. Igualmente, desempeñarse en una situación sin atenerse a las normas sociales puede hacer que las personas se sientan avergonzadas. Esto se siente mal y generalmente se evita en el futuro. Un ejemplo de esto es un estudio de 1970, en el que se demostró que los participantes eligen evitar sentimientos de vergüenza por las ganancias financieras.

### Sanación social
Las emociones autoconscientes permiten la sanación social. Cuando una persona comete un error social, los sentimientos de culpa o vergüenza cambian no solo el estado de ánimo sino también su lenguaje corporal. En esta situación, el individuo expresa un lenguaje no verbal de sumisión y esto generalmente es más probable que sea recibido con el perdón. Esto se ha demostrado en un estudio donde los actores derribaron una estantería de supermercado (Semin y Manstead, 1982).
Aquellos que actuaron avergonzados fueron recibidos más favorablemente que aquellos que reaccionaron de manera neutral.

## Mala conducta
Inicialmente, las emociones autoconscientes se consideraban problemáticas y como parte de una lucha interna. Sin embargo, las opiniones sobre esto ahora han cambiado. Existe un fuerte vínculo entre la capacidad de un individuo para regular su comportamiento de una manera apropiada y los problemas con sus emociones autoconscientes. Una escuela pudo enumerar a un grupo de niños clasificados como "propensos a la agresión y al comportamiento delincuente". Cuando a estos niños se les evaluó el cociente intelectual, obtuvieron mejores calificaciones en puntajes de ira en comparación con los niños normales en la escuela. También obtuvieron puntuaciones más bajas en sentimientos de vergüenza (Keltner,1995).
Se deben tomar ciertas precauciones con respecto a estos estudios. Si bien los hallazgos son cada vez más sólidos, la cantidad de variables involucradas hace que sea difícil llegar a una conclusión final sobre el tema.